# Чувашкабель
Чебоксарский завод кабельных изделий «Чувашкабель» — советское и российское промышленное предприятие, производитель кабельных изделий. Расположено в городе Чебоксары.

## Производство
По объемам производства радиочастотных кабелей, автотракторных и монтажных проводов в 2005—2007 годах предприятие входило в тройку российских лидеров.
В отдельных сегментах российского рынка стабильно удерживая лидирующие позиции, по объемам производства радиочастотных кабелей, бортовых и монтажных проводов предприятие последние два года входит в число российских лидеров.
«Чувашкабель» является единственным в России производителем:
- монтажных проводов, обладающих комплексом уникальных эксплуатационных свойств, применяющихся в космической технике;
- миниатюрных кабелей управления;

Ассортимент выпускаемой заводом продукции также включает:
- бортовые провода и кабели;
- монтажные провода и кабели;
- силовые кабели и провода;
- самонесущие изолированные провода СИП;
- радиочастотные кабели;
- судовые кабели;
- автотракторные провода;
- сигнально-блокировочные кабели;
- эмалированные провода.

«Чувашкабель» — один из основных производителей и поставщиков кабельно-проводниковой продукции, в части миниатюрных и субминиатюрных кабелей и проводов, для российской авиационно-космической отрасли. Продукция завода также применяется в ракетостроении, автомобилестроении, нефтедобывающей отрасли, самолетостроении и др. Значительный объём ежегодно поставляется на экспорт, в страны СНГ. За последние годы номенклатура кабельных изделий обновилась более чем на 75%, сегодня в продуктовом портфеле завода около 8000 маркоразмеров.
Производственный потенциал завода обеспечивает полный технологический цикл создания кабелей и проводов от волочения, скрутки, изолирования, наложения экрана и оболочки до перемотки и испытания.
На заводе «Чувашкабель» широко используются современные технологии: двухслойного эмалирования; экранирование; гальваническое нанесение покрытий Ag, Ni, Su на медный провод; радиационной сшивки; экструзии фторполимеров, в том числе с физическим вспениванием и др.
Численность работающих — более 800 человек. Производственная площадь — 31 тыс. м²

## История
Строительство Чебоксарского завода кабельных изделий предусматривалось Постановлением Совета Министров РСФСР «О мерах помощи в дальнейшем развитии хозяйства и культуры Чувашской АССР» от 30 июля 1959 года. 2 августа 1960 года Совет Народного Хозяйства Чувашского экономического административного района принял постановление «Об организации в городе Чебоксары кабельного завода».
Днем рождения завода считается 12 декабря 1961 года. Именно в этот день завод произвёл свою первую продукцию.
В бытность СССР предприятие специализировалось на производстве миниатюрных и субминиатюрных кабельных изделий, а также было единственным производителем в промышленных масштабах теплостойких радиочастотных кабелей со сплошной изоляцией из фторопластов.
1987 г. — был введен в эксплуатацию Мариинско-Посадский филиал завода «Чувашкабель».
1992 г. — предприятие было преобразовано в Открытое Акционерное Общество.
1996 г. — заключен контракт с американской компанией Dea Teach Machinery по перевооружению эмальпроизводства.
1997 г. — запущен в работу VS 900/6 и АТПМ 3
1999 г. — ввод в промышленную эксплуатацию 2 линии VS 900/6
2000 г. — приобретение, монтаж и пусконаладочные работы НЕ 1000/10
По итогам первого полугодия ОАО «Чувашкабель» возглавил список предприятий республики, достигших наибольшего роста объема производства
2001 — 2003 гг. разработка, внедрение и сертификация Системы менеджмента качества по версии ИСО 9001-2000
2002 г. — начало перевооружения производства кабелей и проводов
2003 г. — принята в эксплуатацию линия изолирования итальянской фирмы SAMP
2004 г. — получены документы, подтверждающие, что система менеджмента качества на предприятии соответствует требованиям нового стандарта ГОСТ Р ИСО 9001 (ИСО 9001:2000)
2005 г. — начался выпуск кабелей и проводов с токопроводящей жилой сечением до 35 мм².
Осуществляется модернизация производственных помещений под производство силовых кабелей и проводов с повышенной пожарной безопасностью, сечением жил до 240 мм².
2013 г. — запущено производство СИП-3, с напряжением 20 кВ.

## Санкции
12 декабря 2023 года, из-за российского вторжения на Украину, предприятие включено в блокирующий санкционный список США против компаний поставляющих продукцию для российской военно-промышленной базы. Ранее предприятие было включено в санкционный список Украины